# Gerrit Ruijs
Gerrit Ruijs (Amsterdam, 2 juli 1888 - Sandbostel, 5 april 1945) was een Nederlands notaris en advocaat. Tijdens de Tweede Wereldoorlog was hij actief in het verzet.

## Biografie
Ruijs was een zoon van Theodorus Ruijs en Anna Gosina Heintz.
Hij trouwde in Amsterdam op 14 mei 1918 met Johanna Geziena Bavinck (Kampen, 25 november 1894), dochter van Herman Bavinck.
Zij kregen tussen 1920 en 1924 drie zonen: Theodoor, Herman en Hugo Floris.
Ruijs was notaris en advocaat in Amsterdam. Zowel Ruijs als zijn zoons Herman en Hugo Floris waren tijdens de Duitse bezetting van Nederland betrokken bij het verzet, onder andere bij de verzetskrant Het Parool. Herman Ruijs werd op 22 oktober 1943 door de Duitsers geëxecuteerd. In januari 1945 werd ook Hugo Floris Ruijs opgepakt. Bij een huiszoeking in de woning van de familie Ruijs werd hierna ‘bezwarend materiaal’ aangetroffen. Gerrit Ruijs en zijn vrouw Johanna werden gearresteerd.
Hugo Floris Ruijs werd op 7 maart 1945 in Overveen geëxecuteerd. Gerrit Ruijs werd op 15 maart 1945 samen met zijn collega-notaris Adriaan Diederik van Bergeijk met de laatste trein van kamp Amersfoort naar Neuengamme overgebracht. Vrij snel daarna werd hij van Neuengamme overgeplaatst naar Sandbostel, waar hij op 5 april 1945 stierf. Als doodsoorzaak wordt in sommige bronnen ziekte genoemd, maar het boek Nederlanders in Neuengamme zegt hierover: 'In de bewaard gebleven dodenboeken van Neuengamme (de registratie van overleden gevangenen) staan verschillende ziekten waaraan gevangenen zijn gestorven: enteritis, tuberculose, dysenterie, hartfalen, enz. Dat is verhullend. De ware doodsoorzaak zijn vrijwel altijd de abominabele omstandigheden in het kamp geweest. Bovendien zijn de gegevens volledig onbetrouwbaar. Vaak werd er in de registratie maar wat opgeschreven.' Johanna Ruijs overleefde de oorlog.